# Enquelans
Els enquelans (en llatí Enchelanes, en grec antic Ἐγχελάνες) eren un poble d'Il·líria, a la costa oest del llac Licnitis als territoris de Dassarètia.
Filip V de Macedònia els va sotmetre l'any 216 aC, segons diu Polibi. La seva ciutat principal era Enquelanes.